# Mobilfunkfrequenzen in der Schweiz
In der Schweiz liegt die Zuständigkeit für Mobilfunkfrequenzen beim Bundesamt für Kommunikation BAKOM und der Eidgenössischen Kommunikationskommission ComCom. Sämtliche Mobilfunkfrequenzen für den Schweizer Mobilfunkmarkt wurden im Februar 2012 in einer Auktion neu versteigert. Eine Versteigerung weiterer Frequenzen im Bereich 700 MHz, 1400 MHz und 3500 MHz für die 5G NR Netztechnologien fand Ende Januar 2019 statt. Die Konzessionen für diese neuen zusätzlichen Frequenzen sind bis 2034 gültig.
Die Nutzungsdauer der von Salt Mobile, Sunrise Communications und Swisscom 2012 ersteigerten Frequenzen endet am 31. Dezember 2028. Der lange Zeitraum gibt den drei Mobilfunkkonzessionärinnen Planungssicherheit zur langfristigen Erfüllung ihres gesetzlichen Versorgungsauftrages eines landesweiten Mobilfunknetzes.
Die Vergabe der Frequenzen erfolgte technologieneutral, d. h. die verschiedenen Frequenzen können – vorbehaltlich bestimmten Auflagen des BAKOM bezüglich Netzabdeckungsrate – beliebig für 2G, 3G, 4G und 5G eingesetzt werden.
Anfangs 2024 fand eine öffentliche Konsultation zur Bedürfnis- und Absichtsabklärung der ab 2029 auslaufenden Frequenzen zwischen 800 und 2600 MHz sowie zusätzlichen Frequenzen im Bereich 6 GHz, 26 GHz und 40 GHz statt. Das weitere Vorgehen steht noch nicht fest.

## Rechtliche Grundlage
Rechtliche Grundlage bildet in der Schweiz der nationale Frequenzzuweisungsplan NaFZ des Bundesamtes für Kommunikation, der die Aufteilung der Frequenzspektrums an die verschiedenen Funkdienste regelt.

## Technische Grundlage
Für Mobilfunknetze eignet sich besonders der Frequenzbereich von 700 bis 1000 MHz. In diesem Frequenzbereich können die Mobilfunkantennen noch gut im Gehäuse des Mobilgeräts integriert werden. Mobilfunkfrequenzbänder im Bereich von 700 bis 1000 MHz werden für die Grundversorgung in ländlichen Regionen eingesetzt. Funkwellen im Frequenzbereich von 700 bis 1000 MHz weisen eine geringe Freiraumdämpfung und eine gute Gebäudedurchdringung auf. Wegen der guten Gebäudedurchdringung werden Mobilfunkfrequenzbänder < 1000 MHz auch gerne in dichtbevölkerten Regionen eingesetzt.
Niederfrequente Mobilfunksignale < 600 MHz sind für die heutigen Bauformen von Mobilgeräten (Smartphone, Tablet) ungeeignet. Für Funkfrequenzen < 600 MHz sind am Mobilgerät Funkantennen erforderlich, welche deutlich aus der Gehäusehülle ragen. Für aus der Gehäusehülle herausragenden Funkantennen wird bei Handgeräten sehr häufig die Gummiwurst eingesetzt. Mobilgeräte mit einer Stabantenne erreichen nur eine sehr geringe Kundenakzeptanz.
Mobilfunkfrequenzbänder > 1000 MHz dienen ausschliesslich zur Erhöhung der Datenübertragungskapazität des Mobilfunknetzwerkes. Mobilfunksignale im Frequenzbereich von 2 GHz bis 6 GHz eignen sich nur noch für den Kurzstreckeneinsatz mit vorwiegend Sichtverbindung zwischen Sende- und Empfangsantenne. Zum Beispiel: Mobilfunkversorgung in der Stadt, Inhaus-Mobilfunkempfang.
Für Richtfunkverbindungen eignen sich Funkfrequenzen im Bereich von 6 GHz bis 90 GHz.

## 700 MHz [Band 28]
Am 8. Februar 2019 wurde die Zuteilung der Frequenzen im Rahmen der 5G-Versteigerung bekannt gegeben. Die Bereiche von 703 – 733 MHz und 758 – 788 MHz wurden als gepaartes Spektrum (2 × 30 MHz Frequenzduplex) vergeben. Das gepaarte Spektrum verteilt sich auf die Netzbetreiber Salt (2 × 10 MHz), Sunrise (2 × 5 MHz) und Swisscom (2 × 15 MHz). Swisscom setzt das Band 28 für 4G LTE und 5G NR per DSS ein. Salt setzt das Band 28 für 5G ein. Sunrise setzt das Band 28 vereinzelt ein, entweder für LTE oder für 5G.
Auf diesem Frequenzband realisieren Swisscom (15 MHz; NR-ARFCN 155770) und Salt (10 MHz; NR-ARFCN 152450) die landesweite Grundversorgung mit NR/5G.

## 700 MHz [Band 67]
Zusammen mit dem gepaarten Spektrum im 700 MHz-Band wurde Anfang 2019 auch der Frequenzbereich von 738 – 758 MHz (E-UTRA Band 67) als sogenannter Supplemental Downlink (SDL) versteigert. Damit soll zusätzliche Bandbreite im Downlink zur Verfügung stehen. Im SDL ersteigerte der Netzbetreiber Sunrise 10 MHz 743 -753 MHz, die verbleibenden beiden 5 MHz wurden nicht zugeteilt und bleiben vorerst ungenutzt.

## 800 MHz [Band 20]
Der als «Digitale Dividende» bezeichnete Bereich um 800 MHz wurde in der Frequenzauktion des BAKOM 2012 erstmals vergeben. Früher fand der Frequenzbereich für die Verbreitung des digitalen Rundfunkes (DVB-T) Verwendung.
Alle drei Netzbetreiber sicherten sich ein Spektrum von jeweils 20 MHz, d. h. 10 MHz im Downlink, 10 MHz im Uplink und verwenden es schweizweit ausschliesslich für die 4. Mobilfunkgeneration LTE.
Auf diesem Frequenzband realisieren alle öffentlichen Mobilfunkanbieter der Schweiz die landesweite Grundversorgung mit LTE/4G. Für die Sprachtelefonie im LTE/4G-Mobilfunknetzwerk ist ein VoLTE-fähiges Mobiltelefon erforderlich.

Swisscom und Sunrise unterstützen mit LTE Cat NB1 und LTE Cat M1 moderne und zukunftssichere M2M-Dienste im 800 MHz-Band.

## 900 MHz [Band 8]
Auf diesem Frequenzband realisieren alle öffentlichen Mobilfunkanbieter der Schweiz die landesweite Grundversorgung mit Sprachtelefonie über ihr UMTS-Mobilfunknetzwerk. Swisscom wird ihr UMTS/3G-Mobilfunknetzwerk Ende 2025 abschalten. Sunrise wird ihr UMTS/3G-Mobilfunknetzwerk voraussichtlich Mitte 2025 abschalten. Salt hat noch keinen Abschalttermin für ihr UMTS/3G-Mobilfunknetzwerk veröffentlicht.
Nebst den drei Mobilfunkbetreiberinnen wird der Bereich um 900 MHz auch für den (international standardisierten) Bahn-Mobilfunk GSM-R eingesetzt, welches den Schweizerischen Bundesbahnen (SBB) zugeordnet ist. Das BAKOM erweiterte in der Schweiz das GSM-R-Frequenzband um ein 3 MHz breites Frequenzband. Dieses Frequenzband wird 'erweitertes' GSM-R, E-GSM-R oder ER-GSM genannt. FRMCS wird GSM-R ablösen. Es ist ungewiss, ob dieses Frequenzband in Zukunft für FRMCS verwendet wird. Eventuell wird FRMCS nur auf Band 39 betrieben.
Sunrise und Swisscom setzen das Band 8 vereinzelt auch für LTE ein.
Sunrise realisiert die landesweite NR/5G-Grundversorung auf diesem Frequenzband. (10 MHz; NR-ARFCN 187930)

## 1,4 GHz [Band 75 & 76]
Anfang 2019 wurden im 1400-MHz-Bereich 18 Frequenzblöcke à 5 MHz als Supplemental Downlink (SDL) versteigert. Damit ein Mobiltelefon dieses Frequenzband nutzen kann, muss bereits eine Uplink-/Downlink-Verbindung in einem anderen Band bestehen. Das ungepaarte Spektrum verteilt sich auf die Netzbetreiber Salt (10 MHz), Sunrise (15 MHz) und Swisscom (50 MHz), die verbleibenden 15 MHz wurden nicht zugeteilt und bleiben vorerst ungenutzt. Die ersteigerten Frequenzen befinden sich im Bereich des Band 75 und Band 76. Die Nutzung dieser Frequenzen unterliegt lokalen Einschränkungen, zum Beispiel in der Nähe von Flughäfen oder des benachbarten Auslands. In einer Quelle wird Band 76 auch Band 32 genannt.

## 1,8 GHz [Band 3]
Dieser früher für GSM verwendete Bereich ist heute bei allen drei Schweizer Anbietern der wichtigste Frequenzbereich für LTE.

## 1,9 GHz [Band 39]
Der Bereich um 1900 MHz wird in Zukunft für den (international standardisierten) Bahn-Mobilfunk FRMCS eingesetzt, welcher den Schweizerischen Bundesbahnen (SBB) zugeordnet ist. Das BAKOM hat schweizweit ein 10 MHz breites Frequenzband für diesen Einsatz reserviert. In Band 39 ist nur ein ungepaartes Spektrum zur Nutzung im Zeitduplex (TDD) vorgesehen. GSM-R wird in naher Zukunft durch FRMCS abgelöst. GSM-R wird heute in der Schweiz ausschliesslich im Band 8 betrieben.

## 2,1 GHz [Band 1]
Dieser früher für UMTS verwendete Bereich wird heute bei allen drei Schweizer Anbietern für LTE verwendet. Swisscom stellte hier 3G am 1. Oktober 2019 auf 5G um (20 MHz; NR-ARFCN 425310)
.

## 2,6 GHz [Band 38]
Swisscom setzt das Band 38 vereinzelt für LTE im Zeitduplex (TDD) ein. (EARFCN 37900 & 38098)

## 2,6 GHz [Band 7]
In dichter besiedelten Gebieten wird von Swisscom, Sunrise und Salt auch das 2,6-GHz-Band für LTE eingesetzt.
Im Band 7 ist ein 5 MHz-Block frei. Dessen Nutzung für den Mobilfunk kann beim Bakom beantragt werden. Im Rahmen der 5G-Auktion Anfang 2019 wurde dieser Block angeboten, jedoch nicht ersteigert, und bleibt weiterhin ungenutzt.

## 3,5 GHz [Band 77 & 78]
Anfang 2019 wurden im 3,5-GHz-Bereich 15 Frequenzblöcke à 20 MHz als ungepaartes Spektrum zur Nutzung im Zeitduplex (TDD) versteigert. Das Spektrum verteilt sich auf die Netzbetreiber Salt (80 MHz; NR-ARFCN 636000), Sunrise (100 MHz; NR-ARFCN 650016) und Swisscom (120 MHz; NR-ARFCN 640704), die unteren 200 MHz im Band 78 standen nicht zur Versteigerung. Die Aufteilung der Frequenzblöcke auf das Spektrum war zum Zeitpunkt der Mitteilung noch unbekannt. Die Nutzung dieser Frequenzen unterliegt lokalen Einschränkungen, zum Beispiel in sogenannten Freihaltezonen und in der Nähe von Satelliten-Bodenstationen. Sunrise setzt das Band 78 für 5G ein. Diese Frequenz wird auch als C-Band bezeichnet.
Seit 2024 ist der Bereich zwischen 3,4 GHz und 3,5 GHz für lokale 5G NR-Campusnetze reserviert. Der Einsatz dieser Campusnetze bzw. dieses Frequenzbereiches ist nur auf einem fest definierten Gelände gestattet.